# 遠い想い出
「遠い想い出」 (とおいおもいで、Those Good Old Dreams) は1981年のカーペンターズの曲。

## 概要
B面は同じくアルバム『Made in America』に収録されている「涙の色は」。

## 演奏者
- カレン・カーペンター – リードボーカル、バックコーラス、パーカッション
- リチャード・カーペンター – バックコーラス、ピアノ、フェンダー・ローズ・エレクトリック・ピアノ、ボーカルアレンジメント
- ジョー・オズボーン - バスギター
- ラリー・ロンディン - ドラムス
- ティム・メイ - ギター
- ジェイ・ディー・マネス - ペダル・スチール・ギター

## チャート
| 国名           | チャート (1981～1982)              | 最高k 順位 |
| -------------- | ---------------------------------- | ---------- |
| カナダ         | RPM アダルトコンテンポラリー       | 9          |
| アメリカ合衆国 | Billboard Hot 100                  | 63         |
| アメリカ合衆国 | Billboard アダルトコンテンポラリー | 21         |

## ミュージックビデオ
1981年にこの曲のミュージックビデオの撮影が行われた。このビデオは、DVD『Gold: Greatest Hits』のビデオコレクションで紹介されている。 A&Mレコードの倉庫で、製造された彼らのビニールレコード『Made in America』の映像が最初に流れ、カラフルで空っぽの額縁のある部屋でピアノを弾いているリチャードと歌を歌うカレンは、歌詞の最後と曲の最後の部分のみで登場し、コーラス中は、カレンとリチャードの子供時代の白黒写真のモンタージュが表示されます。
なお、このビデオでカレンが着ていた黄色のパンツスーツは、後に女優のシンシア・ギブが1989年の映画「カレン・カーペンターの物語」でカレン役として出演したときに着用された。